# Chalcoscirtus sublestus
Chalcoscirtus sublestus là một loài nhện trong họ Salticidae.
Loài này thuộc chi Chalcoscirtus. Chalcoscirtus sublestus được John Blackwall miêu tả năm 1867.